# Tricyphona guttistigma
Tricyphona guttistigma är en tvåvingeart som först beskrevs av Alexander 1941.  Tricyphona guttistigma ingår i släktet Tricyphona och familjen hårögonharkrankar. Inga underarter finns listade i Catalogue of Life.